# Igreja Presbiteriana Livre da Escócia
A Igreja Presbiteriana Livre da Escócia (IPLE) - em inglês: Free Presbyterian Church of Scotland e em gaélico escocês: An Eaglais Shaor Chlèireach - é uma denominação reformada presbiteriana conservadora, fundada na Escócia em 1893,  por um grupo de igrejas que se separou da Igreja Livre da Escócia.

## História

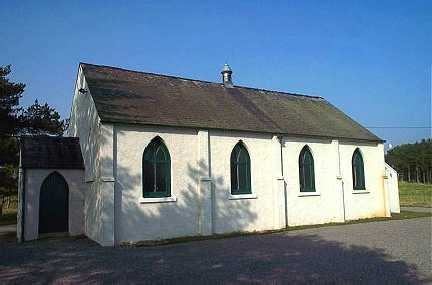
Igreja Presbiteriana Livre da Escócia em Evelix

Em 1892, a Igreja Livre da Escócia aprovou uma resolução relaxando a exigência de subscrição à Confissão de Fé de Westminster como parte da preparação da sua união como a Igreja Presbiteriana Unida da Escócia.
Um grupo de igrejas e pastores não concordou com a decisão e, após se separarem da Igreja Livre da Escócia, fundaram a Igreja Presbiteriana Livre da Escócia.

## Doutrina
A denominação subscreve a Confissão de Fé de Westminster e não permite a ordenação de mulheres.